# Бритва Хэнлона
Бри́тва Хэ́нлона (англ. Hanlon’s razor) — презумпция, согласно которой при поисках причин неприятных событий должны прежде всего предполагаться человеческие ошибки, и лишь во вторую очередь — чьи-то сознательные злонамеренные действия. Обычно выражается фразой: «Никогда не приписывайте злому умыслу то, что вполне можно объяснить глупостью» (англ. Never attribute to malice that which can be adequately explained by stupidity). Название сформировано по аналогии с «бритвой Оккама».

## Происхождение и похожие фразы
В указанном виде фраза впервые появилась в сборнике, посвящённом закону Мерфи, «Murphy’s law, book two: more reasons why things go wrong!» (на с. 52), составленном Артуром Блохом и изданном в 1980 году. Авторство фразы приписывается Роберту Дж. Хэнлону из Скрентона, штат Пенсильвания. Как сообщал в 2001 году Джозеф Е. Биглер, близкий друг покойного к тому моменту Хэнлона, при подготовке сборника редакция просила людей присылать им свои собственные «законы»; Хэнлон послал «Бритву», и её приняли и напечатали в книге, а автору подарили 10 экземпляров сборника.
Однако похожие изречения встречаются в литературе, как минимум, с XVIII века.
В рассказе Роберта Хайнлайна «Логика империи», опубликованном в марте 1941 года в журнале «Astounding Science-Fiction» (т. 27, № 1, с. 39), имеется очень похожая фраза: «Вы приписываете злодейству создание условий, которые просто являются результатом глупости» (англ. You have attributed conditions of villainy that simply result from stupidity). С такой атрибуцией фраза была упомянута в словаре сетевого сленга Jargon File версии 4.0.0 в 1996 году с указанием, что, возможно, «бритва Хэнлона» является искажённой «бритвой Хайнлайна».
Похожая фраза часто некорректно приписывается Наполеону Бонапарту. Источником, вероятно, является мысль Гёте, озвученная в романе «Страдания юного Вертера» 1774 года:

… недоразумения и небрежность создают больше путаницы в этом мире, чем хитрость и злоба. В любом случае, последние два, безусловно, встречаются гораздо реже.
Оригинальный текст (нем.)… Mißverständnisse und Trägheit vielleicht mehr Irrungen in der Welt machen als List und Bosheit. Wenigstens sind die beiden letzteren gewiß seltener.

Более распространённая и лаконичная версия в британском варианте английского языка — «теория „Облажались“» (англ. Cock-up theory) — была озвучена Бернардом Ингамом в виде «Облажались, а не заговор» (англ. Cock-up before conspiracy):

Многие журналисты очень падки на теорию заговора правительства. Я вас уверяю, их материалы получались бы куда более достоверными, если бы они твёрдо придерживались теории, что правительство облажалось.Оригинальный текст (англ.)Many journalists have fallen for the conspiracy theory of government. I do assure you that they would produce more accurate work if they adhered to the cock-up theory.
— Бернард Ингам, пресс-секретарь Маргарет Тэтчер
Станислав Лем в фантастическом романе «Осмотр на месте» (1982 год) использовал такую формулировку: «Полагая причиной ошибки не зломыслие, но худоумие ваше…»
Писатель Кирилл Еськов озвучивает мысль следующим образом:

… легче допустить, что миром правит продуманное на много ходов вперёд злодейство, чем признать очевидное: миром правит бардак — глупость, полнейшая некомпетентность и поразительная, не укладывающаяся в обычную голову безответственность Лиц, Принимающих Решения.

В. О. Пелевину приписывается фраза: «Миром правит не тайная ложа, а явная лажа» (1999 год).